# Valerijs Afanasjevs
Valerijs Afanasjevs (ur. 20 września 1982 roku w Dyneburgu, ZSRR) – łotewski piłkarz, grający na pozycji lewego pomocnika.

## Kariera piłkarska

### Kariera klubowa
Jest wychowankiem drużyny FK Rīga. 1 stycznia 2006 roku przeszedł do klubu FK Dinaburg, występującym wówczas w Virslīdze. W sezonie 2006 zajął z tą drużyną 4. miejsce. W następnym sezonie jego zespół uplasował się na 7. pozycji. W sezonie 2008 w rundzie zasadniczej zajął z tym zespołem 3. miejsce. Dzięki temu w fazie play-off zagrał w grupie mistrzowskiej, w której uplasowali się na 4. lokacie.
W kolejnym sezonie jego drużyna zgromadziła 49 punktów i z takim dorobkiem zająłby 4. miejsce. Jednak 5 października 2009 roku Łotewska Federacja Piłkarska zadecydowała o wykluczeniu FK Dinaburg z Virslīgi w związku ze skandalem dotyczącym zamieszania prezesa klubu i trenera drużyny w ustawianie wyników meczów. Ostatecznie kluby Daugava Daugavpils i FK Dinaburg połączyły się i od nowego sezonu drużyna występowała pod tą pierwszą nazwą. W związku z tym Valerijs Afanasjevs automatycznie stał się zawodnikiem zespołu Daugava Daugavpils. W wyniku powiększenia ligi z 8 do 10 ekip jego zespół (9. drużyna drugiego poziomu rozgrywek) dostał propozycję zajęcia dodatkowego miejsca, którą to ofertę ten klub przyjął.
W sezonie 2010 uplasował się z drużyną na 4. pozycji. W następnym sezonie jego zespół zajął 3. lokatę. Dzięki temu mógł wziąć udział w I rundzie kwalifikacyjnej Ligi Europy.
1 stycznia 2012 roku podpisał kontrakt z klubem Liepājas Metalurgs. Sezon 2012 zakończył z zespołem na 4. pozycji, tracąc 8 punktów do drużyny z pierwszego miejsca – klubu Daugava Dyneburg. W sezonie 2013 jego ekipa zakończyła rozgrywki na 5. lokacie. Na początku 2014 roku jego drużyna Liepājas Metalurgs zakończyła swoją działalność po ogłoszeniu przez właściciela klubu upadłości. Jeszcze w styczniu tegoż roku został założony klub FK Liepāja i jako spadkobierca Metalurgs zajął jego miejsce w lidze i debiutował w najwyższej lidze Łotwy. W związku z zaistniałą sytuacją sportowiec przeszedł na zasadzie wolnego transferu do klubu FK Liepāja. W sezonie 2014 jego drużyna uplasowała się na 4. pozycji.
Nie ma informacji o tym do kiedy wiąże go umowa z klubem FK Liepāja.

### Kariera reprezentacyjna
Valerijs Afanasjevs nie wystąpił dotychczas w żadnym meczu reprezentacji Łotwy.